# 宇宙エンジニア
「宇宙エンジニア」（うちゅうエンジニア）は、 いとうかなこの16枚目のシングル。2011年6月22日に5pb.Recordsから発売された。

## 概要
収録曲はいずれも『STEINS;GATE』関連作品のテーマソング。アートワークはhukeによるもの。

## 収録曲
1. 宇宙エンジニア
作詞・作曲：志倉千代丸、編曲：オオバコウスケ
PSP用ソフト『STEINS;GATE』オープニングテーマ
2. 永遠のベクトル
作詞：吉野麻希、作曲：溝口和彦、編曲：悠木真一
Xbox 360用ソフト『STEINS;GATE 比翼恋理のだーりん』エンディングテーマ
3. スカイクラッドの観測者 -Remix-
作詞・作曲：志倉千代丸、編曲：M-oZ
M-oZによる同曲のリミックス
4. 宇宙エンジニア（off Vocal）
5. 永遠のベクトル（(off Vocal）

## 収録アルバム
| 曲名                           | 収録アルバム | 発売日         |
| ------------------------------ | ------------ | -------------- |
| 宇宙エンジニア                 | 『VECTOR』   | 2011年10月26日 |
| 永遠のベクトル                 | 『VECTOR』   | 2011年10月26日 |
| スカイクラッドの観測者 -Remix- | 『VECTOR』   | 2011年10月26日 |